# Fatih Karagümrük

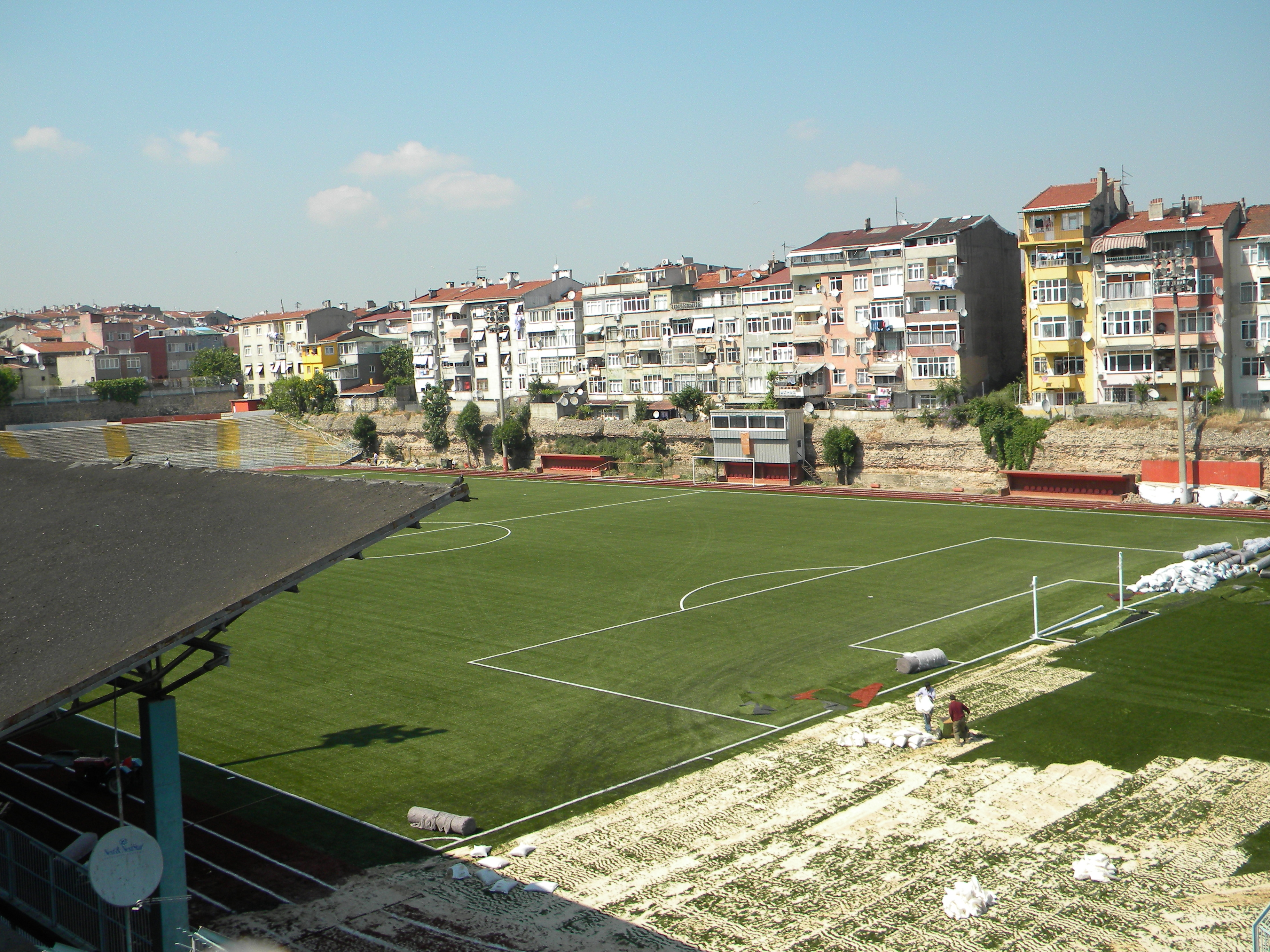
Het Vefastadion waar in het voorjaar van 2013 kunstgras wordt aangelegd.

Fatih Karagümrük is een voetbalclub opgericht in 1926 in het district Fatih te Istanboel, Turkije. De clubkleuren zijn rood en zwart, en de thuisbasis van de voetbalclub is het Vefastadion.

## Geschiedenis
Fatih Karagümrük heeft in totaal negen seizoenen gevoetbald in de Süper Lig. In het seizoen 1959-1960 werd de ploeg achtste van Turkije. In de Turkse Beker werd in het seizoen 1962-63 de kwartfinale  behaald, echter was Ankara Demirspor daarin te sterk. De aartsrivaal van Karagümrük is sinds ongeveer de oprichting Kasımpaşa. 

İstanbul ligt in de Marmararegio.

## Gespeelde Divisies
- Süper Lig: 1959-1963, 1983-1984, 2020-2024
- TFF 1. Lig: 1963-1969, 1980-1983, 1984-1988, 1989-1992, 2004-2005, 2019-2020, 2024-
- Spor Toto 2. Lig: 1969-1980, 1988-1989, 1992-1997, 2000-2001, 2002-2004, 2005-2008, 2014-2019
- Spor Toto 3. Lig: 2001-2002, 2008-2009, 2012-2014
- Amateur Divisies: 1997-2000, 2009-2012

## Erelijst
- TFF 1. Lig

Kampioen (1) : 1982-1983
- Spor Toto 2. Lig

Kampioen (1) : 2003-2004
- Spor Toto 3. Lig

Kampioen (2) : 1988-1989, 2001-2002
- Bölgesel Amatör Lig

Kampioen (1) : 2011-2012

## Bekende (oud-)spelers
- Emre Bilgin
- Kristijan Bistrović
- Brahim Darri
- Naci Erdem
- Adem Ljajić
- Derrick Luckassen
- Wesley